# Araneus nigrodecoratus
Araneus nigrodecoratus là một loài nhện trong họ Araneidae.
Loài này thuộc chi Araneus. Araneus nigrodecoratus được Embrik Strand miêu tả năm 1908.